# Parafia św. Jana Chrzciciela w Szymonowie
Parafia św. Jana Chrzciciela w Szymonowie – parafia rzymskokatolicka w diecezji elbląskiej. Erygowana w 1324 roku, reerygowana 20 marca 1981 roku przez biskupa warmińskiego Józefa Glempa.
Na obszarze parafii leżą miejscowości: Szymonowo, Bagnity, Dziśnity, Klonowy Dwór, Linki, Plękity, Surzyki Małe, Surzyki Wielkie, Szymonówko, Wodziany. Tereny te znajdują się w gminie Małdyty w powiecie ostródzkim w województwie warmińsko-mazurskim.
Kościół parafialny w Szymonowie został wybudowany w 1812 roku.